# Blue Bird K3

Emblema del K3

El Blue Bird K3 es una lancha motora del tipo hidroplano encargada en 1937 por Sir Malcolm Campbell para competir con los estadounidenses en la lucha por el récord mundial absoluto de velocidad náutico. El K3 estableció tres récords mundiales, primero en el lago Mayor en septiembre de 1937, y más adelante elevando su propio récord en dos ocasiones.
El nombre K3 se derivó de su inscripción en el registro de la aseguradora Lloyd's dentro de la clase ilimitada, y figuraba en un gran emblema circular fijado en el parte delantera del casco.

## Construcción
Después de que Campbell lograra el récord de velocidad en tierra de 300 mph (483 kilómetros por hora) con el Blue Bird en 1935, se retiró de esta prueba, pero poco después fijó su atención en el récord de velocidad náutico, en ese momento dominado por el estadounidense Gar Wood.
Fred Cooper, de Saunders-Roe, recibió el encargo de diseñar un pequeño hidroplano impulsado por el mismo motor Rolls Royce R utilizado en el automóvil Blue Bird, que también se usó en montajes dobles para impulsar las lanchas de Henry Segrave y Kaye Don denominadas Miss England. De los tres motores R utilizados por el K3, uno se había usado previamente en el automóvil Blue Bird y los otros dos en las lanchas Miss England.
A diferencia de los monstruosos multimotores de Gar Wood, el Blue Bird se diseñó para un solo motor, pensándose en la embarcación más pequeña posible para alojarlo. Tenía 23 pies (7 metros) de eslora, en comparación con los 38 pies (11,6 metros) de la Miss America X. Su velocidad máxima estimada era de 130 mph (209,2 kilómetros por hora). En esta época era habitual que los hidroplanos ingleses tuvieran sus motores montados lo más a popa posible (Gar Wood no estaba de acuerdo, y así se lo había indicado a Segrave). El K3 llevó este concepto un paso más allá y tenía una estrecha góndola central que sobresalía del travesaño de popa. Esta distribución de peso hacia atrás facilitaba el planeo, pero podría llevar a algunas actitudes peculiares cuando partía a velocidades lentas, ya que todo el barco parecía hundirse por la popa.

## Registros
El 1 de septiembre de 1937, en el lago Mayor situado en la frontera entre Suiza e Italia, el K3 estableció un récord de 126,32 mph (203,3 kilómetros por hora), rompiendo el récord anterior de Gar Wood, que se había mantenido durante 5 años. Al día siguiente, mejoró su marca, con un registro de 129,5 mph (208,4 kilómetros por hora).
Superar la barrera de las 130 mph requeriría un año más, hasta el 17 de agosto de 1938 en Lago de Hallwil en Suiza, cuando alcanzó las 130,91 mph (210,7 kilómetros por hora).

## Hidroplano de tres puntos de apoyo
A pesar de estas plusmarcas, Campbell no estaba satisfecho con su pequeño margen con respecto al registro anterior (6 mph, algo menos de 10 km/h). El casco del K3 era un hidroplano de una sola quilla, diseño que ya se había usado en las lanchas Miss England. Esto requería elevar la mitad del casco para separarlo del agua, reduciendo así su resistencia al deslizamiento. Una nueva idea desarrollada en los Estados Unidos fue el hidroplano de "tres puntos de apoyo", donde el casco delantero se divide en dos quillas y el bote avanza a toda velocidad sobre ambas y la hélice. Esto reduce aún más el área mojada (y por tanto, la resistencia al deslizamiento). No fue posible reconvertir el K3 a esta forma de casco, por lo que Campbell comenzó a trabajar en un nuevo barco, el K4, reutilizando el mismo motor.

## Restauración
El barco original fue restaurado en Filching Manor (East Sussex), y funciona perfectamente. El barco fue desmontado y reconstruido completamente usando repuestos de acuerdo con el diseño original.
Corrió en el concurso de regatas organizado en Henley-on-Thames durante el Festival de barcos tradicionales del 18 al 19 de julio de 2015.

## Lecturas relacionadas
- Harris, Fred (2000). Skimming the Surface. Ainsdale Press.
- Tremayne, David (2005). Donald Campbell: The Man Behind the Mask. Bantam Books. ISBN 0-553-81511-3.
- Villa, Leo (1976). The World Water Speed Record.

- Datos: Q4928878
- Multimedia: Blue Bird K3 / Q4928878